# Herd Runners
Herd Runners è il terzo album in studio del gruppo musicale britannico Cherry Ghost, pubblicato il 13 maggio 2014.

## Tracce
1. Clear Skies Ever Closer
2. Don’t Leave Me Here Alone
3. Fragile Reign
4. Sacramento
5. The World Could Turn
6. Drinking for Two
7. Herd Runners
8. My Lover Lies Under
9. Love Will Follow You
10. Joanne